# Odderøya

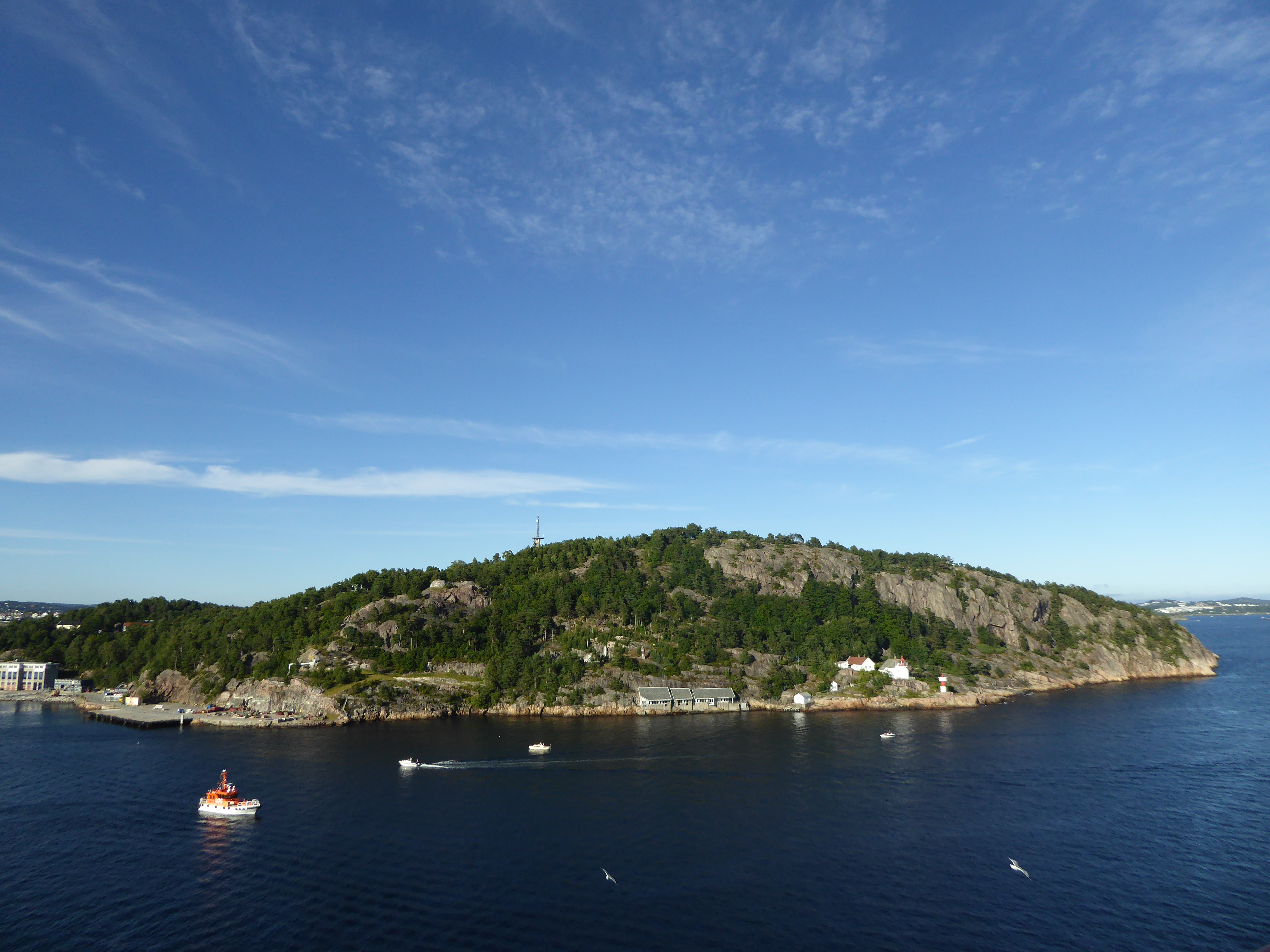
Odderøya

Odderøya är en 0,75 km² stor ö i Kristiansands kommun, Agder fylke i Norge. Den ligger strax söder om Kristiansands stadskärna med bara ett smalt sund emellan. Fyra broar förbinder ön med stadskärnan.
På Odderøya finns bland annat en fyr från 1832 och Kristiansands äldsta fästning, som anlades 1686.